# Freneuse, Yvelines
Freneuse este o comună situată în departamentul Yvelines din regiunea Île-de-France.

## Geografie

### Locație

Localizarea Freneuse în Yvelines.

Freneuse se află la 8 km nord-vest de Mantes-la-Jolie, la 47 km de Versailles și la 58 km de Paris.
Partea de nord-est a comunei este împădurită, în timp ce partea urbanizată din sud-vest, continuă cu Bonnières, formează împreună cu aceasta o singură aglomerație.

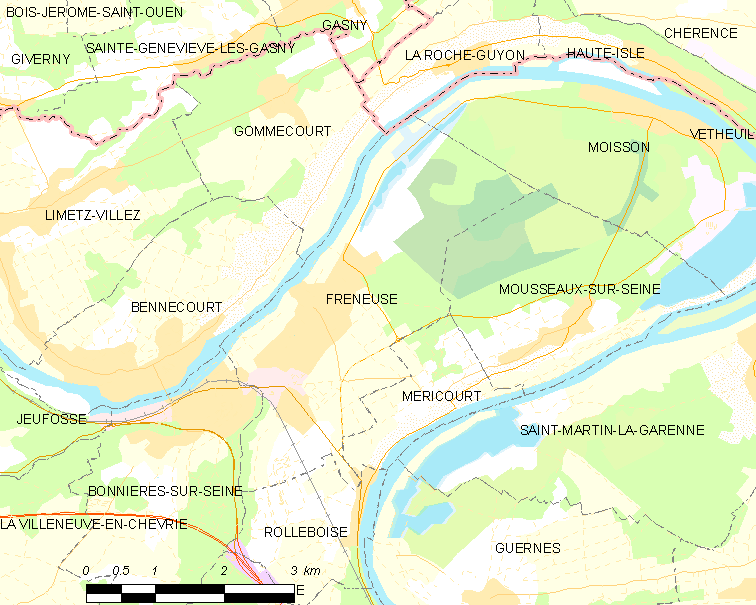
Harta comunei Freneuse.

### Relief și geologie
Suprafața comunei este de 1.032 de hectare; altitudinea minimă în Freneuse este de 14 m la malul Senei în nord-vestul comunei, iar altitudinea maximă este de 114 m la domeniul Galicet, la limita cu Rolleboise.
Solul de-a lungul malului Senei este format din aluviuni moderne (nisipuri, limon, argilă și marnă). În măsura în care ne îndepărtăm de Sena, solul este format din aluviuni antice de nivel inferior (nisipuri, balast și blocuri), iar în centrul buclei Moisson, solul este format din aluviuni antice de nivel mediu, iar la limita cu Méricourt, este format din aluviuni, dar de nivel înalt (pietriș de silex și meulières). De la vârful bisericii până la limita cu Rolleboise, trecând prin partea de jos a Belles-Côtes, solul este format din cretă albă și dolomitică datând din Coniacian și Santonian. De la Belles-Côtes la Rolleboise, urmând drumul național 13, solul este format din depozite de pantă cu silex sau meulière. Între cele două, domeniul Galicet se află pe aluviuni datând din Lutețian.

### Hidrografie
Freneuse este străbătută de Sena în nord-vestul comunei, la limita cu alte comune. Un mic pârâu numit Ravine străbate în întregime comuna.

### Clima
În 2010, climatul din comuna este de tip climat oceanic al zonelor de câmpie din Centru și Nord, conform unui studiu al CNRS bazat pe o serie de date care acoperă perioada 1971-2000. În 2020, Météo-France publică o tipologie a climatelor din Franța metropolitană în care comuna este expusă la un climat oceanic și se află în regiunea climatică de sud-vest a bazinului parizian, caracterizată printr-o precipitație scăzută, în special în primăvară (120-150 mm) și un iarnă rece (3,5 °C).
Pentru perioada 1971-2000, temperatura medie anuală este de 11,1 °C, cu o amplitudine termică anuală de 14,4 °C. Cantitatea medie anuală de precipitații este de 687 mm, cu 11,1 zile de precipitații în ianuarie și 7,9 zile în iulie. Pentru perioada 1991-2020, temperatura medie anuală observată la stația meteorologică cea mai apropiată, situată în comuna Magnanville la 11 km distanță în linie dreaptă, este de 11,6 °C, iar cantitatea medie anuală de precipitații este de 641,5 mm. Pentru viitor, parametrii climatici estimati pentru comuna până în 2050 conform diferitelor scenarii de emisii de gaze cu efect de seră pot fi consultati pe un site dedicat publicat de Météo-France în noiembrie 2022.

### Căi de comunicație și transport

#### Transport public

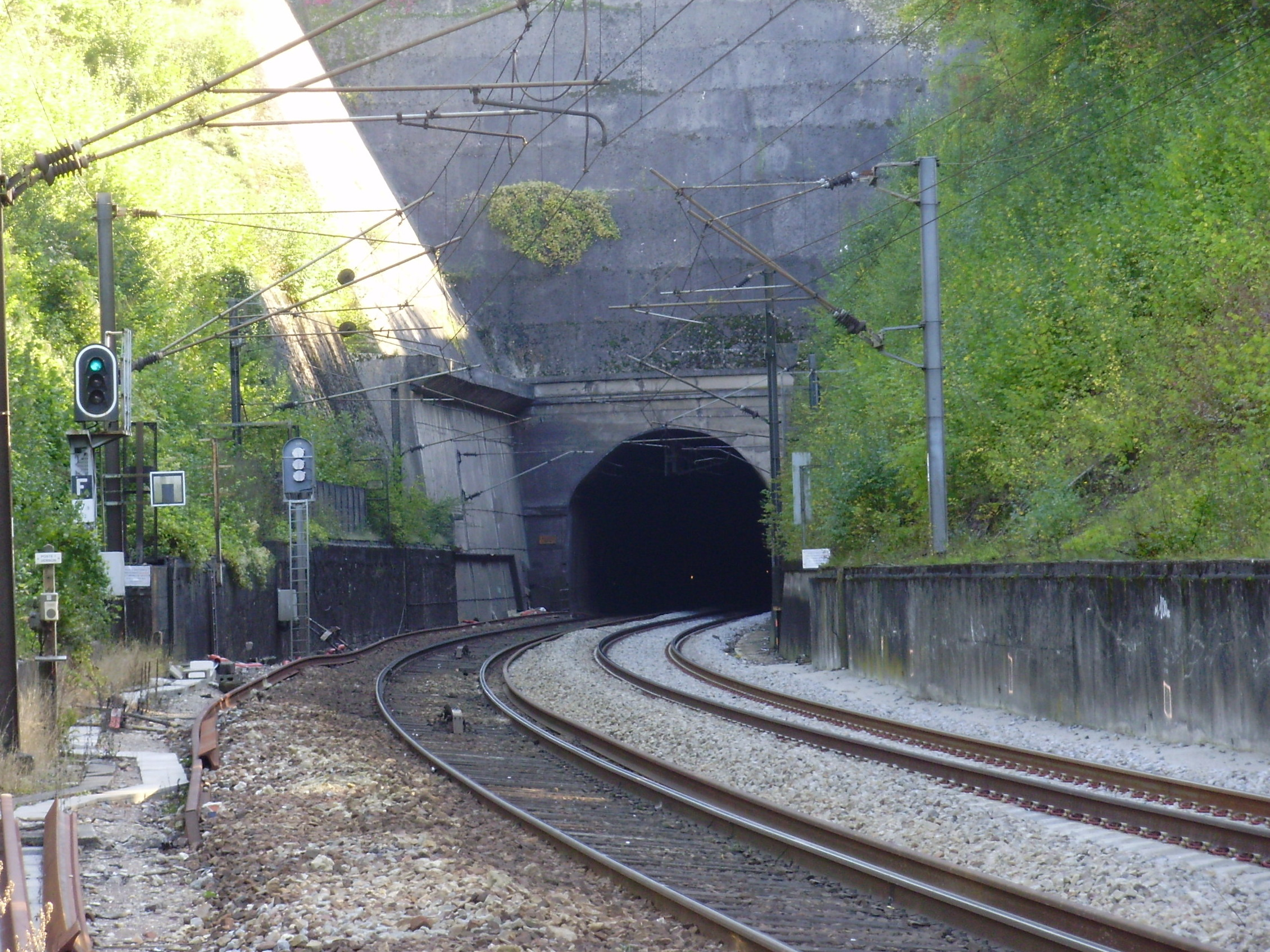
Ieșirea din tunelul Rolleboise pe partea Freneuse.

Nu există o gară în Freneuse; cea mai apropiată gară este cea din Bonnières-sur-Seine, chiar dacă trenul trece prin teritoriul Freneusei ieșind din tunelul de la Rolleboise.
Rețeaua de autobuze care tranzitează comuna este Rețeaua de autobuze din Mantois, liniile 1, 2A, 2B, 2C și 7.

#### Transport rutier
Freneuse este deservită de o șosea națională și trei șosele departamentale: RN 13 care o traversează de la vest la est; RD 37 care leagă Moisson de RN 13 pe o porțiune de-a lungul Senei pentru câțiva kilometri. De asemenea, RD 124 leagă Moisson de RD 37 apoi de RN 13.
Comuna se află în apropierea autostrăzii A13, cea mai apropiată ieșire fiind la Bonnières-sur-Seine.

## Urbanism

### Tipologie
Freneuse este o comună urbană, deoarece face parte din comunele dense sau cu densitate intermediară, conform grilei comunale de densitate a INSEE (Institutul Național de Statistică și Studii Economice). Aceasta face parte din unitatea urbană Bonnières-sur-Seine, o aglomerație intra-departamentală care cuprinde 7 comune și avea 14.602 locuitori în 2021, din care este centrul urban.
De asemenea, comuna face parte din zona metropolitană a Parisului, fiind o comună din coroana metropolitană. Această zonă cuprinde 1.929 de comune.

### Morfologie urbană
În Freneuse există șase sectoare principale:
- Centrul orașului;
- Cité Les Belles Côtes, un cartier HLM[n 3] cu între 200 și 300 de locuințe sociale[n 4] construite începând cu anii 1960;
- Zona industrială care conține cartierul HLM Les Plantines și cartierul pavilionar Les Balloches la limita cu comuna Bonnières-sur-Seine;
- Les Bastiannes, în partea de sud-est;
- Hamletul La Vallée (Marronniers) la nord de oraș, care este un mare cartier pavilionar;
- Pierre Curie (Le Grand Val), un cartier pavilionar și HLM, construit recent, care cuprinde 4 cartiere: rue Grands Champs (Quatre Chemins), Les Vergers, Kauffmann și les Ventines.

### Locuințe
În 2020, numărul total de locuințe din comună era de 1.880, în timp ce în 1999 era de 1.338.
Dintre aceste locuințe, 88,6% erau rezidențe principale, 5,4% erau rezidențe secundare și 6,0% erau locuințe vacante. Aceste locuințe erau în proporție de 69,8% case individuale și în proporție de 24,8% apartamente.

## Toponimie
Numele localității este atestat sub formele Freneuse în secolul al XIII-lea, Fresneuse în jurul anului 1272 și Fraxinosa în secolul al XV-lea.
Freneuse derivă din latină fraxinus, care înseamnă frasin, și desemnează un loc plantat cu frasini, o „pădure de frasini”, și sufixul -osa, ceea ce face ca Freneuse să aibă originea latină „Fraxinosa”.

## Istorie

### Antichitate
Teritoriul comunei este locuit încă din perioada paleolitică.
Cantități de silex, din perioadele cheliană și mousteriană, au fost găsite la extremitatea teritoriului Freneuse, la limita cu cea a localității Rolleboise.
Într-o parte a satului, au fost descoperite morminte. O tabără romană a existat pe colina Galicet.

### Evul Mediu
Conform tradiției, câmpia Freneuse ar fi fost în anul 946 locul unei bătălii câștigate de către Ludovic al IV-lea al Franței împotriva lui Richard I, duce de Normandia.
Un monument situat pe drumul care merge de la Bonnières la Freneuse, la dreapta, la colțul drumului care se alătură drumului național, poartă o inscripție care indică faptul că în acest loc, Richard I a returnat cheile orașului regele Franței. Există chiar și un loc numit Les Clédevilles în comuna Freneuse. Această predare a cheilor, precum și tradiția de mai sus de la care derivă, este contestată de Albert Anne, care evidențiază tinerețea lui Richard I, calendarul lui Louis IV care nu lăsa loc decât cu mare greutate pentru un astfel de eveniment, absența textelor din epocă referitoare la acest subiect, faptul că Freneuse nu era un oraș fortificat (deci nu existau chei) sau etimologia locului numit Clédeville (grilajele așezării: *cleta(s)-villae → cheie de oraș) și arată cum legenda s-a construit.
Parohia, conform registrului parohial de la Chartres din secolul al XVIII-lea, avea 45 de familii.
Domeniul Freneuse, care aparținea casei Mauvoisin, a fost dat în 1394 lui Jean de Sacquainville, domn de Blaru, camaristul regelui și al duceleui de Orléans, și soției sale Ide de Beausart, nepoata lui Amaury Mauvoisin de Rosny.
În ianuarie 1400, Guy, domnul de La Roche-Guyon, a cumpărat de la Jean de Sacquainville, domeniul Freneuse pentru suma de 40.000 de lire turonezi. Această domnie a rămas în această familie până la Revoluție.

### Renașterea și Revoluția Franceză
Freneuse aparținea, în timpul lui Ludovic al XV-lea, lui Pierre Ceilbert de Voisin, care se căsătorise cu Françoise Dongois, nepoata lui Nicolas Boileau.
Comuna era guvernată conform obiceiului din Senlis și, după 1556, conform celui din Mantes. Înainte de Revoluție, Freneuse era subordonată generalității Rouen și se afla sub jurisdicția Seneșalatului La Roche-Guyon.

### Epoca contemporană
În timpul Directoratului, o hotărâre din 6 nivôse an VII indică: „Auzind raportul ministrului poliției generale și văzând informațiile prezentate în legătură cu numiții Hodanger, preotul din Rolleboise, Benjamin Fouet vicar de la Freneuse, Roi fost preot la Amenucourt și Dégouville fost preot la Vétheuil. Luând în considerare că prezența acestor clerici este un motiv de tulburări în cantonul La Roche-Guyon, că îi fanaticizează pe locuitorii din locuințele lor, că prin manevrele și discursurile lor sedițioase îndeamnă poporul să se îndepărteze de instituțiile republicane și că își oferă sprijinul susținându-i pe regaliști și pe anarhiștii care se agită în cantonul La Roche-Guyon, se dispune deportarea lor.”
- Hodanger, preotul din Rolleboise, va fi deportat la 6 nivôse an VII pentru „a arunca în iad un preot care celebrează cultul duminica și se agită pentru următoarele alegeri.”[29]
- Benjamin Fouet, vicarul din Freneuse, va fi deportat la 6 nivôse an VII pentru „a arunca în iad un preot care celebrează cultul duminica și se agită pentru a conduce următoarele alegeri.”[29]
- Roi, preotul din Amenucourt, va fi deportat la 6 nivôse an VII pentru „a arunca în iad un preot care celebrează cultul duminica și se agită pentru a conduce următoarele alegeri.”[29]
- Degouville, preotul din Vétheuil, va fi deportat la 6 nivôse an VII pentru „a arunca în iad un preot care celebrează cultul duminica și se agită pentru a conduce următoarele alegeri.”[29]

În timpul inundațiilor din 1910, zona din Freneuse situată în apropierea Senei a fost inundată.

## Populația și societatea

### Date demografice

#### Evoluția demografică
Evoluția numărului de locuitori este cunoscută prin recensămintele populației efectuate în comuna respectivă începând din 1793. Pentru comunele cu mai puțin de 10 000 de locuitori, un recensământ al întregii populații este realizat la fiecare cinci ani, populațiile legale pentru anii intermediari fiind estimate prin interpolare sau extrapolare. Pentru comuna respectivă, primul recensământ exhaustiv în cadrul noului dispozitiv a fost realizat în 2004.
În 2021, comuna număra 4 285 de locuitori, în scădere cu 3,6% față de 2015 (Yvelines: +2,04%, Franța fără Mayotte: +1,84%).
| An        | 1793 | 1821 | 1841 | 1856 | 1872 | 1886 | 1901 | 1921 | 1936 | 1962 | 1982 | 2006 | 2014 | 2021 |
| --------- | ---- | ---- | ---- | ---- | ---- | ---- | ---- | ---- | ---- | ---- | ---- | ---- | ---- | ---- |
| Populație | 900  | 895  | 831  | 662  | 559  | 543  | 543  | 710  | 798  | 2129 | 3354 | 3742 | 4281 | 4285 |

#### Piramida vârstei
Populația comunei este relativ tânără. În 2018, rata persoanelor cu vârsta sub 30 de ani a fost de 39,3%, mai mare decât media departamentală (38%). În schimb, rata persoanelor cu vârsta peste 60 de ani a fost de 24,0% în același an, în timp ce media departamentală a fost de 21,7%.
În 2018, comuna avea 2 075 de bărbați și 2 264 de femei, ceea ce reprezintă un procentaj de 52,18% femei, ușor mai mare decât procentajul la nivelul departamentului (51,32%).

### Învățământ

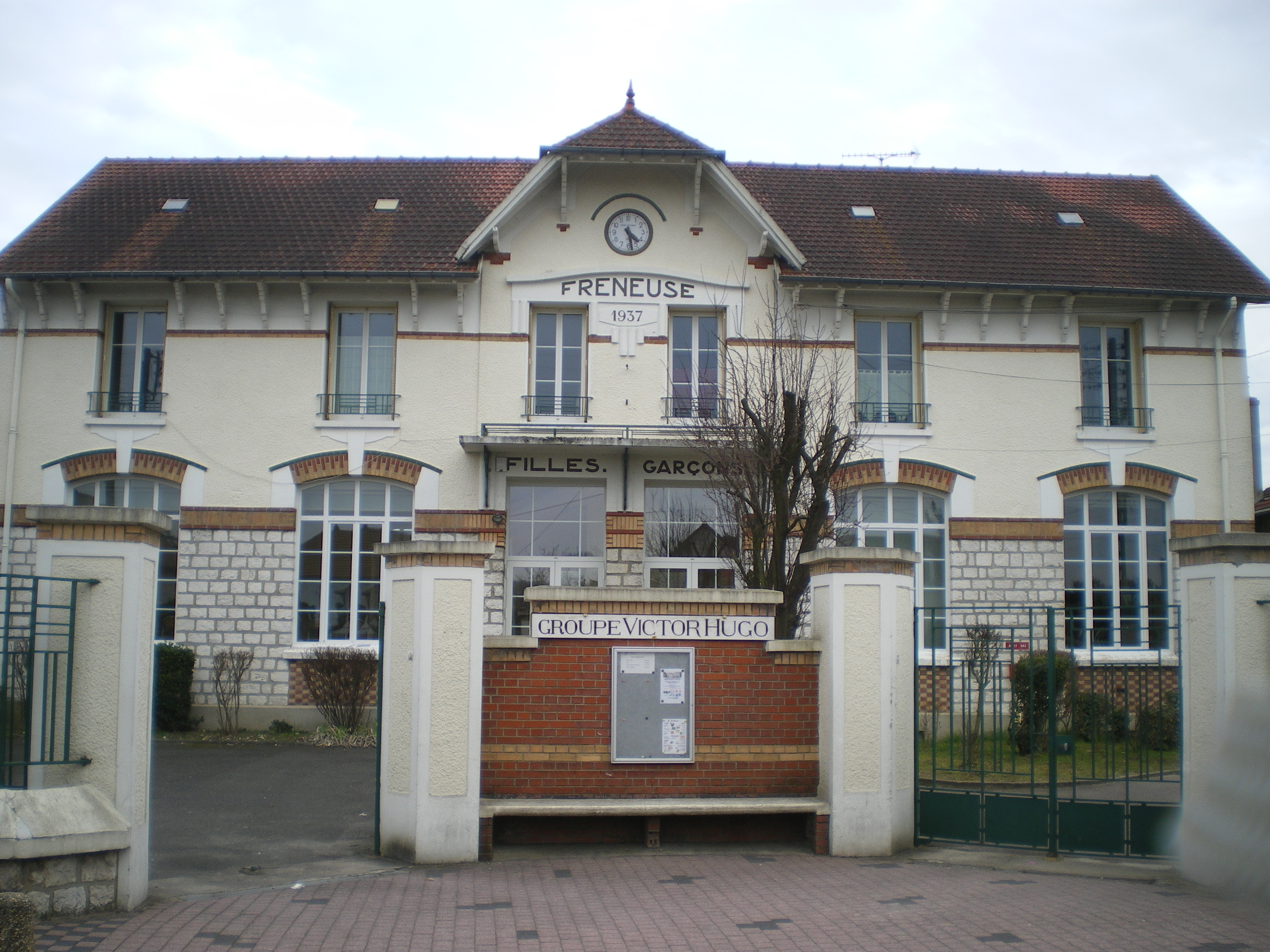
Școala Victor-Hugo.

Freneuse este situată în cadrul academiei din Versailles.
Aceasta administrează două grădinițe (Paul-Éluard și Langevin-Wallon) și două școli elementare (Paul-Éluard și Victor-Hugo).
Pentru învățământul secundar, Freneuse este asociată cu colegiul Sully din Rosny-sur-Seine; cel mai apropiat liceu este liceul Saint-Exupéry, din Mantes-la-Jolie.

### Sănătate
În 2013, două cabinete de medicină generală erau deschise în comună.
În 2013, farmacie se găsea în oraș. Dentiștii și alți profesioniști din domeniul sănătății sunt în Bonnières-sur-Seine sau la aproximativ zece kilometri distanță, în Vernon și Mantes-la-Jolie.
Serviciul de urgență cel mai apropiat este, de asemenea, la spitalul François-Quesnay din Mantes-la-Jolie.

### Sport și asociații
Comuna are o multitudine de asociații, atât sportive, cât și culturale. Clubul său de fotbal, FC Bonnières Freneuse, a fost înființat în 2010, în urma fuziunii a două cluburi din orașele vecine, AS Bonnières și US Freneusienne.

### Media
Le Parisien oferă o ediție zilnică dedicată departamentului Yvelines. Săptămânalul Le Courrier de Mantes oferă informații locale pentru Arondismentul Mantes-la-Jolie. În cele din urmă, primăria editează Vivre à Freneuse, un buletin trimestrial de informații locale.

### Culte

#### Cultul catolic

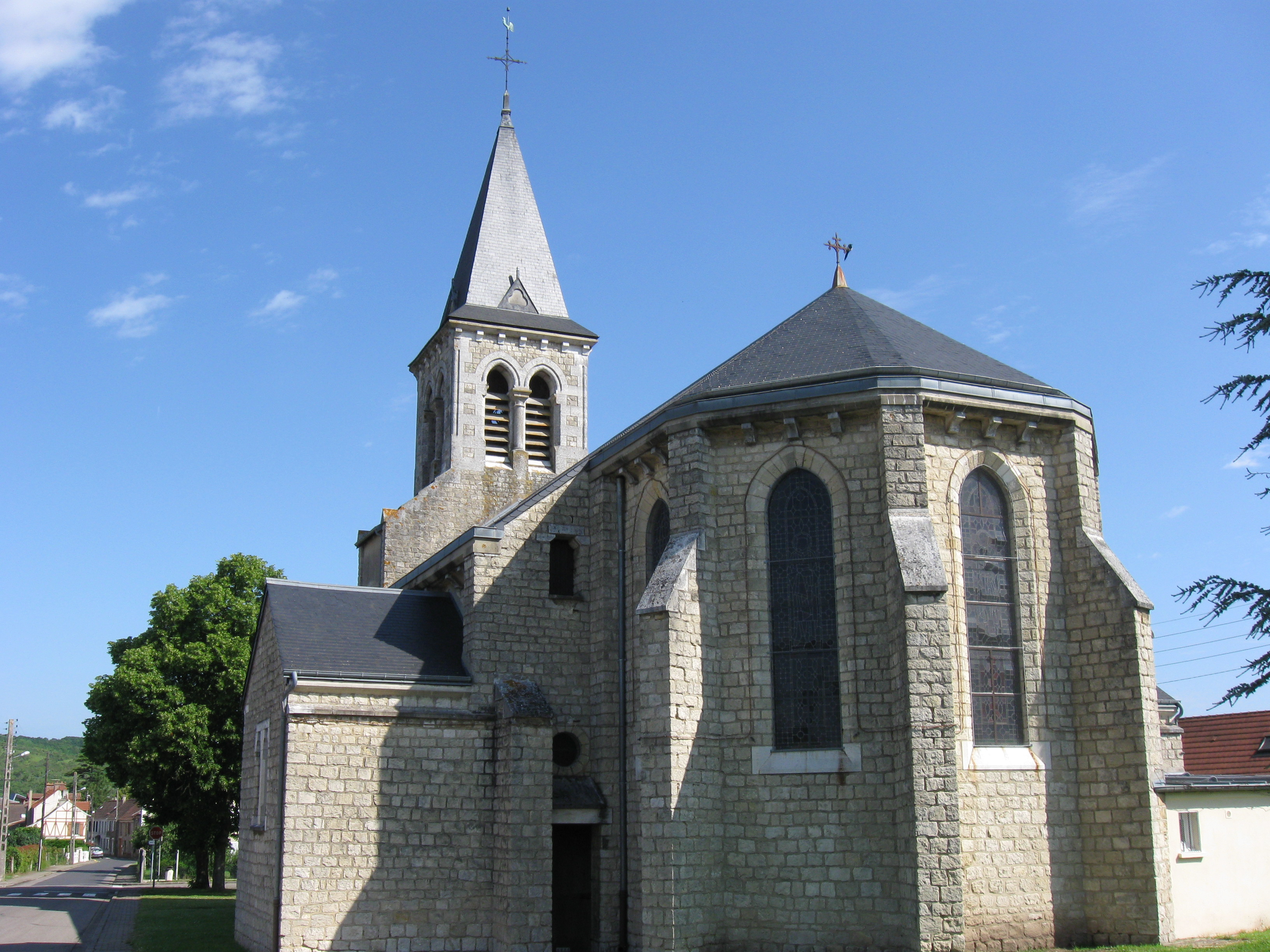

În cadrul diecezei de Versailles din arhidieceza de Paris, comuna depinde de grupul parohial Rosny-Bonnières, care dispune de un loc de cult în Freneuse: Biserica Saint-Martin din Freneuse. În cadrul acestui grup parohial se află, de asemenea, localitățile Bonnières-sur-Seine, Rosny-sur-Seine, Lommoye, Jouy-Mauvoisin și Cravent, adică cea mai mare parte a parohiilor din cantonul Bonnières-sur-Seine.

#### Cultul musulman
Șapte moschei și săli de rugăciune ale cultului musulman sunt situate în Mantes-la-Jolie, în apropierea localității Freneuse.
Organizația Étienne-Dinet din Freneuse oferă cursuri de limbă arabă și de civilizație arabo-musulmană.

## Cultura și patrimoniul local

### Locuri si monumente
Comuna nu conține niciun monument înregistrat în inventarul monumentelor istorice, niciun loc sau monument înregistrat în inventarul general al patrimoniului cultural. Totuși, se pot menționa câteva clădiri datând din secolele XVII și XVIII.

#### Biserica

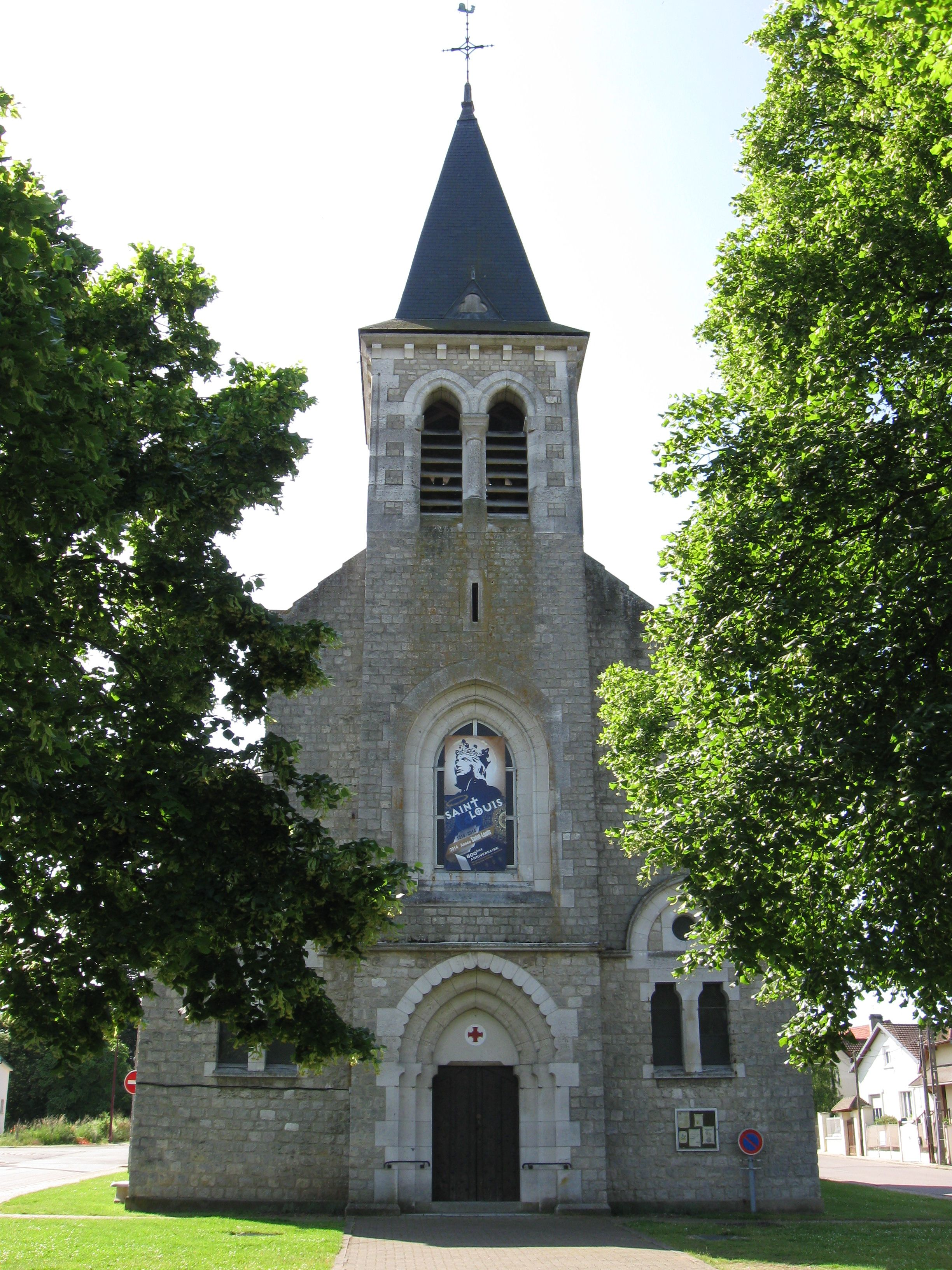
Biserica Saint-Martin.

Fosta biserică, înconjurată de un cimitir, situată în mijlocul câmpurilor, la jumătate de kilometru de comună, era dedicată sfântului Martin. Ea aparținea de prioria Roche-Guyon. Construită în 1537, turnul clopotniței fusese ridicat abia în 1579.
Aceasta a suferit modificări importante în secolul al XVII-lea și a trebuit să fie demolată în jurul anului 1910. A fost înlocuită de un nou templu, construit la intrarea sudică a satului, care a fost inaugurat la 18 aprilie 1926. Biserica este dedicată sfântului Martin.

#### Memorial
Un monument sub formă de cruce este amplasat în sensul giratoriu de la Clédevilles. O inscripție gravată în 1920 la comanda Doamnei Lemarié indică: 
„Ici, en 946, Richard Ier, duc de Normandie, remit au roi de France Louis IV d'Outremer les clefs des villes prises.”

#### Vechea „primărie școală”
Primăria-școală a fost achiziționată în 1867. În 1983, școala s-a mutat puțin mai departe, fiind numită grupul școlar Victor-Hugo. Primăria s-a extins. În 1997, a avut loc o nouă extindere și renovare. În 2000, biblioteca Jean-Tissier și sala consiliului au fost construite.

#### Vechiul ceas
Vechiul ceas a fost construit la sfârșitul secolului al XIX-lea, în jurul anului 1890, datorită unei donații de la Julie Guénard, al cărei nume a fost dat pieței din sat care a fost amenajată în 1897. Aceast mare ceasornic a fost distrus în anii 1960.

### Heraldică
|  | Freneuse - Blazonul orașului Freneuse sunt descrise astfel: hermine cu un vultur în zbor, mantelat cu azur încărcat cu patru benzi de aur, cu o bordură redusă. |

### Logo
|  | Freneuse - Logo-ul folosește culorile galben și albastru. Aceasta din urmă reprezintă litera F din numele comunei. Sfârșitul literei formează un punct care plasează primăria Freneuse în bucla Moisson, de asemenea, desenată. |